# 华盛顿大学法学院 (西雅图)

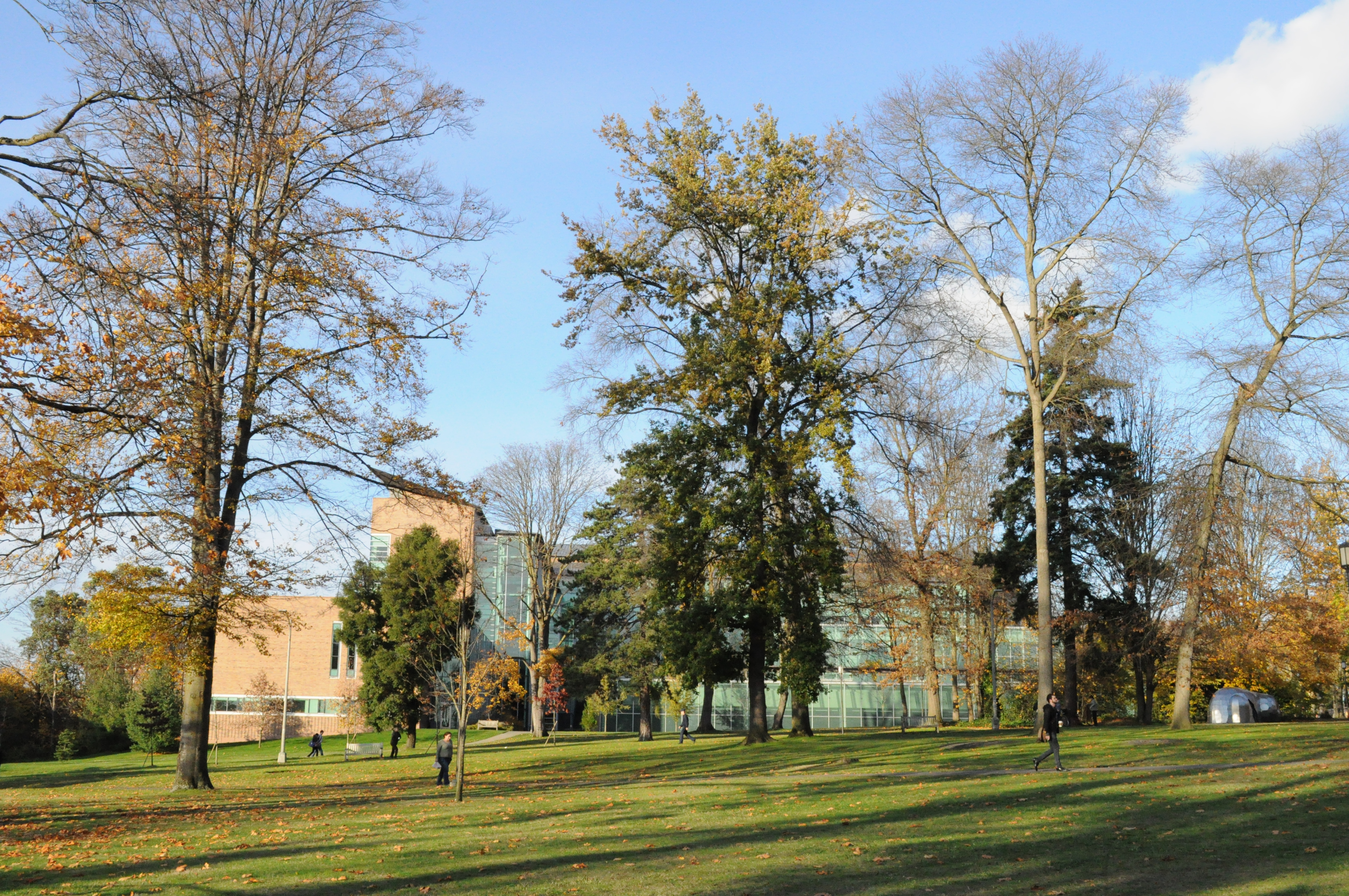
法学院大楼

华盛顿大学法学院（英語：University of Washington School of Law）是一所自1899年起在美国华盛顿州西雅图创设的法学院，附属于西雅图华盛顿大学。该学院在2021年的《美国新闻与世界报道》的法学院排名里被评为第42名。

## 外部連結
- 华盛顿大学法学院（页面存档备份，存于） （英文）